# Emilio Stanzani
Emilio Stanzani (* 12. August 1906 in Zürich; † 14. November 1977 ebenda) war ein Schweizer Bildhauer und Maler. Er war besonders für Harlekin- und Sportlerfiguren sowie Brunnenfiguren und Kunst am Bau bekannt.

## Leben und Werk

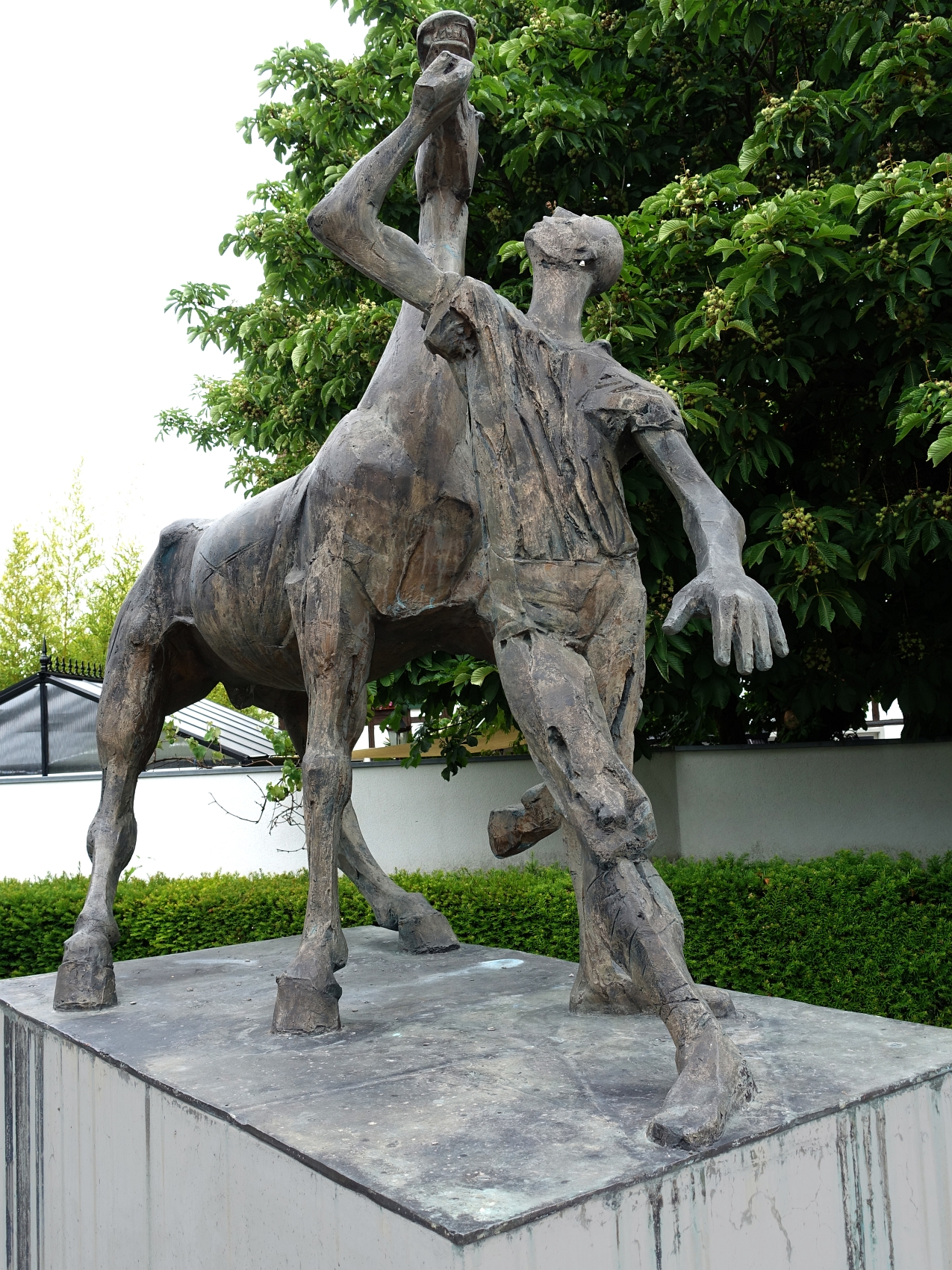
Denkmal in Uster für Jean Hotz, 1957

Emilio Stanzani wurde als Sohn italienischer Eltern in Zürich geboren. Nach der Schulzeit machte er von 1923 bis 1926 bei Otto Münch eine Bildhauerlehre. Ab 1923 hielt er sich häufig im Ausland, vor allem in Paris, auf. 1925 stellte er erstmals seine Werke in Zürich aus. Ende der 1920er Jahre arbeitete Stanzani mit Karl Geiser zusammen und begann zu modellieren, zu zeichnen und zu malen. Stanzani unterstützte Geiser vor allem bei der Vergrösserung und Umsetzung der Modelle in Stein. 1929 heiratete Stanzani Emma Fontana aus Carona. In Carona hatte Stanzani sein zweites Atelier und verbrachte dort die Sommermonate. Für sein künstlerisches Werk fand Stanzani ab den 1940er Jahren zunehmend Beachtung, als er sich der Welt von Zirkus und Sport zuwandte. Die ursprünglich aus der Commedia dell’arte stammende Figur des Harlekins wurde zu einem zentralen Motiv, nicht zuletzt aufgrund seiner Freundschaft mit dem französischen Pantomimen Marcel Marceau, den er auch porträtierte. Mit seinen Skulpturen nahm Stanzani regelmässig im In- und Ausland an Ausstellungen und an Wettbewerben teil.
1939 schuf Stanzani für die Landesausstellung in Zürich das Relief «Der Genossenschaftsgedanke».
1942 trat Stanzani der GSMBA bei. Ende der 1950er Jahre lebte er in Paris und freundete sich mit Francis Bott an, der einige von Stanzanis Bronzen bemalte. Durch seinen Freund inspiriert, schuf Stanzani polychrome Abstraktionen.
Sein einsetzendes Interesse an Architektur liess Stanzani in den Raum ausgreifende Werke schaffen. Seine Werke befinden sich vor allem im öffentlichen Raum der Stadt Zürich. Diese besitzt zahlreiche Werke von Stanzani aus allen seinen Schaffensphasen, in Stein, Bronze, Beton und Stahl.

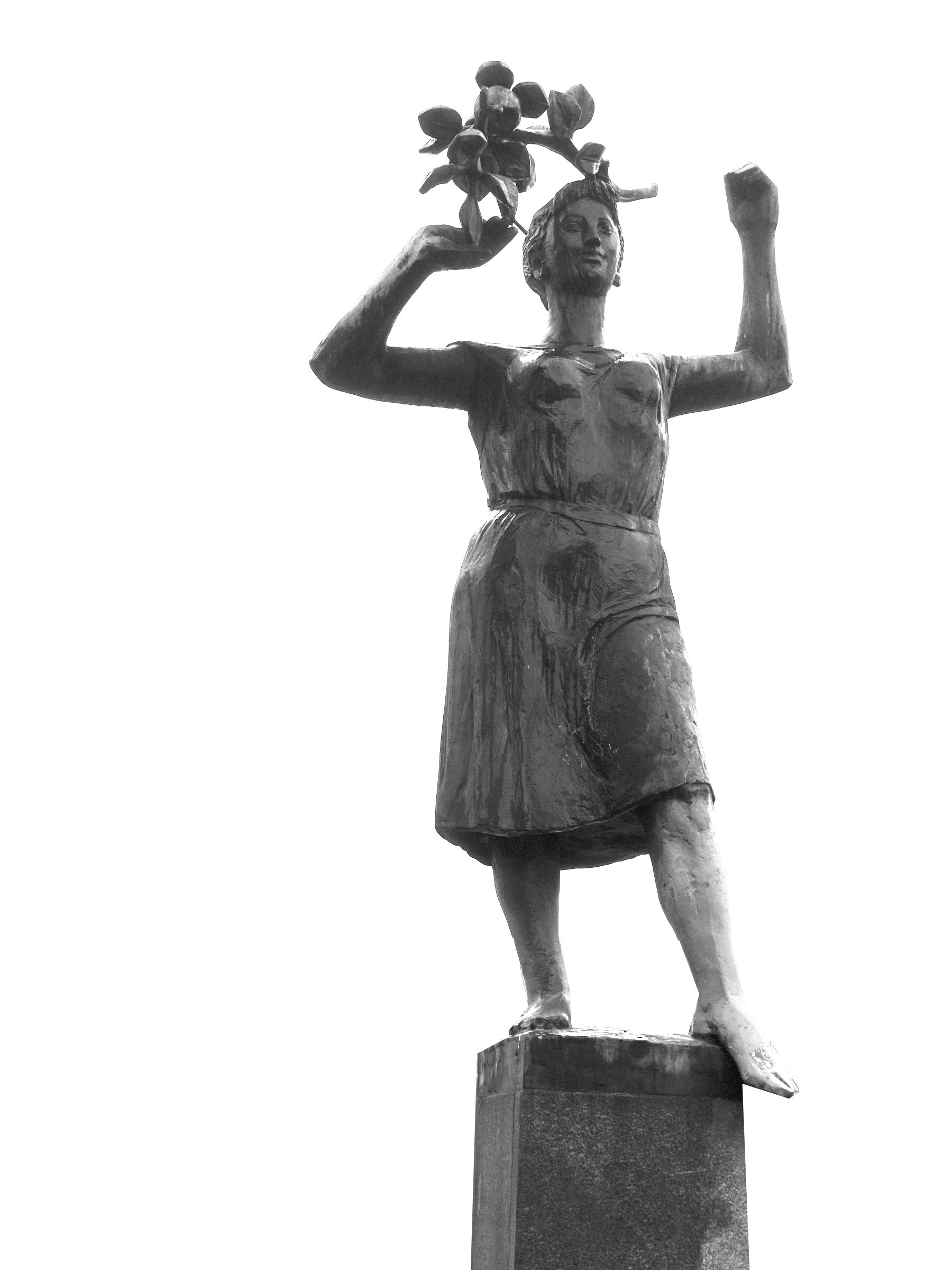
Skulptur vor dem Stadttheater in Langenthal, 1954

1957 schuf Stanzani ein Denkmal für Jean Hotz und 1959 die Skulptur des Wilhelm Tell in Küssnacht. Stanzani erhielt 1940 ein Eidgenössisches Kunststipendium, 1950 den Conrad-Ferdinand-Meyer-Preis und 1968 den Kunstpreis des Kantons Zürich.